# 州間高速道路通勤別線

州間高速道路95号通勤別線の路線番号を表す案内標識

州間高速道路通勤別線（しゅうかんこうそくどうろつうきんべっせん、Business Loop Interstate）は、アメリカ合衆国の州間高速道路であり、2種類ある州間高速道路通勤線の1つである（もう1つは州間高速道路通勤支線）。州間高速道路の別線として機能し、本線が郊外を抜けて設置されているのに対し、市街地などの都市部ビジネス地域を経るルートとして設置されている。路線番号は本線たる州間高速道路と同じ番号が付されている。
州間高速道路通勤線の路線番号を表す案内標識の色から、州間高速道路通勤支線と併せてグリーン・インターステート (Green Interstate) と呼ばれる場合もある。

## 概要
州間高速道路通勤別線は、両端が同じ一級州間高速道路と接続している州間高速道路であり、そのまま通過すれば元の州間高速道路に戻る構造となっている（戻らない場合には州間高速道路通勤支線と呼ばれる）。
路線番号を表す案内標識は背景は緑地で、白い文字で、案内標識の上部に「BUSINESS」、その下に別線をあらわす「LOOP」、案内標識の中央に路線番号が描かれている。
本線となる一級州間高速道路の番号をそのまま継承するため、同じ州内で同じ一級州間高速道路から複数の州間高速道路通勤別線がある場合には、同じ路線番号となる。